# فيرنر إيشاوير

## روابط إضافية
- فيرنر إيشاوير على موقع رابطة محترفي التنس (الإنجليزية)
- فيرنر إيشاوير على موقع الاتحاد الدولي لكرة المضرب (الإنجليزية)
- فيرنر إيشاوير على موقع كأس ديفيز (الإنجليزية)
- فيرنر إيشاوير على موقع خلاصة التنس.كوم (الإنجليزية)
- فيرنر إيشاوير على موقع إي إس بي إن.كوم (الإنجليزية)
- Eschauer Recent Match Results
- Eschauer World Ranking History
- Austrian Men Recent Match Results